# Elmore Leonard

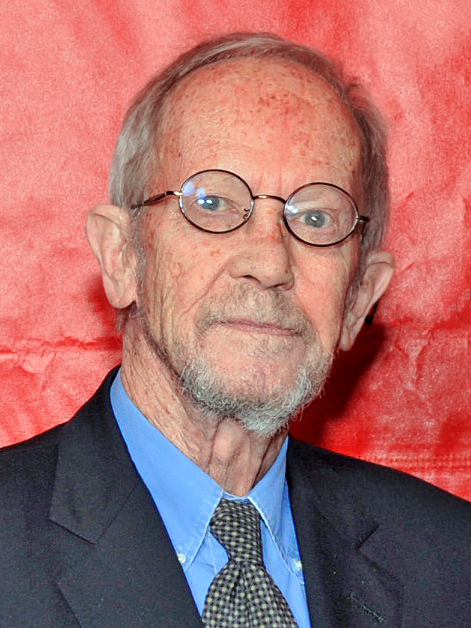
Elmore Leonard (2011)

Elmore John Leonard junior (* 11. Oktober 1925 in New Orleans, Louisiana; † 20. August 2013 in Bloomfield Hills bei Detroit, Michigan) war ein US-amerikanischer Schriftsteller, der zunächst durch seine Western und später vor allem auch durch seine Kriminalromane sowie durch die Verfilmungen seiner Bücher bekannt wurde.

## Leben und Karriere

### Kindheit und Jugend
Elmore Leonard begann schon im Alter von zehn Jahren mit dem Schreiben. Angeregt durch Erich Maria Remarques Roman Im Westen nichts Neues verfasste er ein darauf basierendes Theaterstück. In den folgenden Jahren schrieb er hin und wieder Erzählungen, von denen einige wenige in einer Schülerzeitung erschienen. Nachdem er 1943 die High School absolviert hatte, ging er zur Navy und war im Zweiten Weltkrieg im Südpazifik im Einsatz. 1946 begann er an der University of Detroit zu studieren und schloss 1950 mit einem M.A. in Englisch und Philosophie ab. Während seiner Studienzeit nahm er an mehreren Schreibwettbewerben teil. Noch während seines Studiums begann er für eine Werbeagentur zu arbeiten.

### Western (1951 – 1969)
Da er sehr gerne Western-Filme sah und dieses Genre der Literatur in den 50er Jahren in den Vereinigten Staaten sehr populär war, begann er neben seiner Arbeit mit dem Schreiben von Wildwestgeschichten. 1951 erschien in der Zeitschrift Argosy eine erste Westernerzählung unter dem Titel Trail of the Apache. Den ersten Wildwestroman veröffentlichte Leonard unter dem Titel „The Bounty Hunters“ 1953 bei Houghton Mifflin. Bis 1961 erschienen zahlreiche weitere Erzählungen und fünf Romane. Dabei spielen seine Geschichten meist in Arizona und New Mexico, in welchen er auch den dort ansässigen Außenseitern wie Apachen und Mexikanern eine Stimme gibt. Bereits in seinen Western entwickelt er seine handelnden Personen über die Sprache, indem sich jede Person durch eine eigene Ausdrucksweise auszeichnet. Sein 1961 veröffentlichter Anti-Western Hombre, über einen Weißen, welcher bei den Apachen aufgewachsen ist, wurde von den Western Writers of America als einer der besten Western aller Zeiten ausgezeichnet. Der Verkauf der Filmrechte ermöglichte Leonard die Aufgabe seines Werbejobs und ein Leben als freier Schriftsteller.

### Krimis (1969 – 2013)
Wie im Film erlebte auch in der Literatur der Western in den 1960er Jahren eine Krise. Leonard, der zuvor die Rechte an einigen seiner Texte an Hollywood verkauft hatte, arbeitete deshalb in dieser Zeit als freier Autor für Werbefilme und -broschüren und schrieb auch Filmszenarien für Schulfilme der Encyclopædia Britannica. 1969 erschien sein erster Kriminalroman, The Big Bounce, welchem bis zu seinem Tod 37 weitere folgen sollten, so dass er zusammen mit den Western auf 45 Buchveröffentlichungen kommt. Er selbst spricht bei seinen Kriminalromanen von Verbrechergeschichten, da es ihm mehr um die dargestellten Personen und Milieus, als um die in einem klassischen Kriminalroman übliche Aufklärung eines Verbrechens geht.
Nachdem er seit 1974 jährlich mindestens einen Kriminalroman veröffentlichte, wurde er in den 1980er Jahren, insbesondere nach einem 1983 in der New York Times erschienenen Porträt über ihn, auch von der amerikanischen Literaturkritik mehr beachtet. Seinen kommerziellen Durchbruch erlebte der Autor 1985, als er sich mit der Atlantic City Casinogeschichte „Glitz“ insgesamt 16 Wochen auf der New-York-Times-Bestsellerliste platzieren konnte und diesen Bestseller-Status auch mit seinen folgenden Büchern erreichte.
Von seinen Western gab es bereits vom Pabel Verlag sowie dem Heyne Verlag Übersetzungen in die deutsche Sprache. 1973 wurde dann auch vom Rowohlt Verlag der erste Leonard Krimi unter dem Titel „Schwarzer Schnaps und blaue Bohnen“ (Original: The Moonshine War) in deutscher Übersetzung veröffentlicht. Neben dem damals in Reinbek ansässigen Verlag wurden später viele seiner Kriminalromane in deutscher Übersetzung vom Heyne- sowie dem Goldmann Verlag publiziert. Seine letzten Buchveröffentlichungen erschienen dann in deutscher Sprache bei Eichborn sowie Suhrkamp. Abgesehen von 2 Büchern aus der historischen sogenannten Carl Webster Reihe, wurden alle Kriminalromane Elmore Leonards zu seinen Lebzeiten ins Deutsche übersetzt.

### Filmadaptionen
Auf Grund seines Dialog- und Szenischen Stils wurden fast 30 Filme basierend auf Vorlagen des Autors produziert. Einige seiner Western wurden mit Hollywood-Größen wie Glenn Ford, Paul Newman, Burt Lancaster, oder Clint Eastwood, eine Spätwestern mit Christian Bale sowie Russell Crowe verfilmt.
Auch seine Kriminalromane sind seit den 1970er Jahren mit bekannten Schauspielern wie Charles Bronson, Robert Mitchum, Roy Scheider, Burt Reynolds oder Rock Hudson (in seinem letzten Film) als Filmvorlage verwendet worden. Große Erfolge waren dabei die Umsetzung des Hollywood-Gangsters Chili Palmer mit John Travolta in Schnappt Shorty sowie die Bankräubergeschichte Out of Sight mit George Clooney und Jennifer Lopez. Auch die von Quentin Tarantino auf einer Leonard-Geschichte basierende Verfilmung von Jackie Brown wurde von Kritik und Publikum sehr positiv bewertet, wobei das Werk des Regisseurs insgesamt von Elmore Leonard beeinflusst ist. Weiterhin war auch die auf seiner letzten Romanfigur Raylan Givens beruhende Serie Justified mit 6 produzierten Staffeln ein Erfolg. Insgesamt gilt es jedoch als schwierig, was auch die deutschsprachigen Übersetzungen seiner Romane betrifft, den besonderen Stil des Autors in Übersetzungen oder Filmen wiederzugeben.

### Privat
Elmore Leonard, Vater von fünf Kindern, lebte mit seiner Frau zuletzt im Oakland County nahe Detroit. Anfang August 2013 erlitt er einen Schlaganfall, von dem er sich nicht mehr erholte. Er starb am 20. August 2013 im Alter von 87 Jahren.

## Zum Werk und Schreibstil
Elmore Leonards Krimis sind für das Genre recht untypisch. Privatdetektive spielen so gut wie nie eine Rolle (selten eine kleine Nebenrolle) und auch die Polizei, Kriminaltechniker oder andere Ermittler kommen – wenn überhaupt – nur am Rande vor. Auch geht es Leonard anders als bei den Whodunit-Krimis nie darum, einen rätselhaften Fall nach und nach aufzulösen. Und auch mit den Stilmitteln neuerer, blutrünstiger Krimis, Serienkillergeschichten usw. arbeitet er nie.
Was Leonards Krimis stattdessen auszeichnet, ist die genaue Schilderung unterschiedlicher Milieus, die durch präzise gezeichnete Individuen und ihre Lebensgeschichten dargestellt werden. Stets kommen dabei die unterschiedlichen Milieus, beispielsweise Mafiosi, weiße Industriearbeiter, Afroamerikaner, Prostituierte, Models, Filmproduzenten, Indianer, Banker, Spekulanten, Kleinkriminelle oder Soldaten, in Kontakt mit ihnen nicht vertrauten Bereichen der Gesellschaft – was häufig zu Gewalt, manchmal aber auch zu überraschenden Verbrüderungen führt. Die Dynamik und Spannung von Leonards Plots entwickelt sich stets aus solchen Konfrontationen.
Weiter zeichnet seine Krimis die präzise Darstellung nicht nur der Sachkultur (Autos, Wohnungseinrichtungen, Nahrung, Hobbys, Sport, Musik) der Milieus, sondern mehr noch der Soziolekte der unterschiedlichen Personen aus – ein wesentliches Element, das leider in der deutschen, meist recht ungenauen Übersetzung verloren geht; große Teile von Leonards Romanen bestehen aus direkter Rede, was sie so filmtauglich macht.
Die meisten seiner Krimis spielen in den Vereinigten Staaten und hier wiederum meist in seiner Wahlheimat Detroit oder im Bundesstaat Florida. Ausnahmen bilden die im Nahen Osten angelegten „The Hunted“ und „Djibouti“, „Pagan Babies“ welcher in Ruanda spielt und „Cubra Libre“ dessen Handlung zum Ende des 19. Jahrhunderts auf Kuba angesiedelt ist.
Dabei wird jeweils die soziale Feinstruktur der Settings – wo kann sich wer wie bewegen? – zum wesentlichen Bestandteil der Handlung. Auch bei den exotischeren Schauplätzen, wie beispielsweise Israel oder die Bahamas, wird auf ähnliche Art die Handlung durch die Enge des Ortes und die damit begrenzten Bewegungsmöglichkeiten vorangetrieben.
Auch gesellschaftspolitische Themen spielen in einigen Romanen eine Rolle, so der Vietnamkrieg in „Mr. Majestyk“, der Contra-Krieg von Nicaragua in „Bandits“, in „Freaky Deaky“ ist es die Hippiebewegung und unter anderem um den Rassismus in den Südstaaten der USA dreht es sich im „Tishomingo Blues“. „Tishomingo Blues“ und „Freaky Deaky“ sind nach eigenem Bekunden auch die Lieblingsromane des Autors.
Von einigen englischsprachigen Kritikern wird Leonard nicht zu Unrecht mit Honoré de Balzac verglichen. Nicht nur versteht er sich wie dieser selbst nicht in erster Linie als Künstler, sondern als Brotautor und Handwerker, es gelingt ihm auch auf nicht unähnliche Art, in seinen Büchern eine präzise Gesellschaftschronik der USA zu schaffen. Eine weitere Ähnlichkeit zum zyklischen Werk Balzacs ist, dass nicht nur Örtlichkeiten, sondern auch manche Personen aus früheren Romanen immer wieder auftauchen. So ist die Hauptfigur seines ersten Romans „The Big Bounce“ Jack Ryan auch in anderen seiner Bücher aus den 70er Jahren anzutreffen, die Bankräuber Ordell Robbie und Louis Gara in „The Switch“ tauchen als Drogenhändler später in „Rum Punch“ wieder auf. In den 1990er Jahren ist Ganove Chili Palmer in zwei Romanen in Hollywood unterwegs und in einer Serie von drei Büchern (erschienen 2005–2009), welche in den 1930er und 1940er Jahren spielen, ist immer Carl Webster als US Marshal aktiv. In „Road Dogs“ tauchen mit Jack Foley („Out of Sight“), Cundo Rey („La Brava“) und Dawn Navarro („Riding the Rap“) gleich drei Personen aus früheren Leonard Romanen auf. Auch die Titelfigur seines letzten Romans Raylan Givens ist schon in zwei anderen seiner früheren Romane als US Marshal im Einsatz.

## Werke

### Romane
- 1953: The Bounty Hunters [Western]
- 1954: The Law at Randado [Western]
- 1956: Escape from Five Shadows [Western]
- 1959: Last Stand at Saber River [Western]
  - Letztes Gefecht am Saber River, dt. von Florian Grimm, München: Liebeskind 2024. ISBN 978-3-95438-176-0
- 1961: Hombre [Western]
  - Man nannte ihn Hombre, dt. von Joachim Honnef, München: Heyne 1987. ISBN 3-453-20616-9
- 1969: The Big Bounce
  - Ein schlechter Abgang, dt. von Peter Pfaffinger, München: Heyne 1991. ISBN 3-453-05275-7
  - auch als: The Big Bounce, gleiche Übersetzung überarbeitet von Markus Naegele, München: Heyne 2004. ISBN 3-453-87321-1
- 1969: The Moonshine War
  - Schwarzer Schnaps und Blaue Bohnen, dt. von Gisela Stege, Reinbek bei Hamburg: Rowohlt 1973. ISBN 3-499-42289-1
- 1970: Valdez is Coming [Western]
  - Valdez, dt. von Alfred Dunkel, München: Heyne 1971
- 1972: Forty Lashes Less One [Western]
  - Die Zwei aus dem Teufelsloch, dt. von Matthias Kallmuth, Rastatt: Pabel 1976
- 1974: Mr. Majestyk
  - Mr Majestyk, dt. von Walter Brumm, München: Heyne 1987. ISBN 3-453-02402-8
- 1974: Fifty-Two Pickup
  - Sein letztes Angebot, dt. von Brigitte Fock, Reinbek bei Hamburg: Rowohlt 1981. ISBN 3-499-42545-9
  - auch als 52 Pick-up, München: Heyne 1987. ISBN 3-453-00533-3
- 1976: Swag
  - Dies ist ein Überfall, dt. von Ute Tanner, Reinbek bei Hamburg: Rowohlt 1978. ISBN 3-499-42462-2
  - auch als Beute, gleiche Übersetzung, München: Heyne 1987. ISBN 3-453-00270-9
- 1977: Unknown Man No. 89
  - Nr. 89 - unbekannt, dt. von Wolfgang Wiegand, München, Zürich: Droemer Knaur 1980. ISBN 3-426-04911-2
  - Neuübersetzung: Nr. 89 - unbekannt, dt. von Jochen Stremmel, München: Goldmann 1992. ISBN 3-442-05192-4
- 1977: The Hunted
  - Rosen in Israel, dt. von Hubert Deymann, Reinbek bei Hamburg: Rowohlt 1981. ISBN 3-499-42577-7
  - auch als Die Gejagten, gleiche Übersetzung, München: Heyne 1988. ISBN 3-453-00777-8
- 1978: The Switch
  - Wer hat nun wen auf’s Kreuz gelegt?, dt. von Michael K. Georgi, Reinbek bei Hamburg: Rowohlt 1981. ISBN 3-499-42558-0
- 1979: Gunsights [Western]
- 1980: City Primeval - High Noon in Detroit
  - High Noon in Detroit, dt. von Gisela Stege, Reinbek bei Hamburg: Rowohlt 1983. ISBN 3-499-42623-4
  - auch als Entscheidung in Detroit, gleiche Übersetzung, München: Goldmann 1991. ISBN 3-442-05165-7
- 1980: Gold Coast
  - Die Mafia-Erbin, dt. von Uwe Anton, München: Heyne 1988. ISBN 3-453-02880-5
- 1981: Split Images
  - Ohne Beweise, dt. von Peter Pfaffinger, München: Heyne 1992. ISBN 3-453-05657-4
- 1982: Cat Chaser
  - Florida-Fieber, dt. von Peter Pfaffinger, München: Heyne 1991. ISBN 3-453-04870-9
- 1983: Stick
  - Sie nannten ihn Stick, dt. von Heidi Meller, München: Heyne 1985. ISBN 3-453-02114-2
  - auch als Stick, gleiche Übersetzung, 1990. ISBN 3-453-04065-1
- 1983: LaBrava
  - LaBrava, dt. von Heidi Meller, München: Heyne 1986. ISBN 3-453-02222-X
- 1985: Glitz
  - Glitz, dt. von Hans Ewald Dede, Zürich, Köln: Benziger 1986. ISBN 3-545-36423-2
- 1987: Bandits
  - Banditen, dt. von Klaus Kamberger, Wien, Darmstadt: Zsolnay 1988. ISBN 3-552-04001-3
- 1987: Touch
  - Blutsmale, dt. von Bernhard Schmid, München: Goldmann 1992. ISBN 3-442-41099-1
- 1988: Freaky Deaky
  - Freaky Deaky, dt. von Uwe Anton, München: Heyne 1989. ISBN 3-453-03647-6
- 1989: Killshot
  - Beruf: Killer, dt. von Peter Pfaffinger, München: Heyne 1990. ISBN 3-453-04534-3
  - auch als Killshot, gleiche Übersetzung überarbeitet von Jochen Stremmel, München: Heyne 2007. ISBN 3-453-50032-6
- 1990: Get Shorty
  - Schnappt Shorty!, dt. von Hans M. Herzog, München: Goldmann 1991. ISBN 3-442-30408-3
- 1991: Maximum Bob
  - Alligator, dt. von Hans M. Herzog, München: Goldmann 1994. ISBN 3-442-30409-1
- 1992: Rum Punch
  - Jackie Brown, dt. von Hans M. Herzog, München: Goldmann 1998. ISBN 3-442-43609-5
  - auch als: Rum Punch, gleiche Übersetzung, Zürich: Kampa  2022. ISBN 978-3-311-12557-0
- 1993: Pronto
  - Jede Wette, dt. von Jörn Ingwersen, München: Goldmann 1997. ISBN 3-442-43776-8
- 1995: Riding the Rap
  - Volles Risiko, dt. von Jörn Ingwersen, München: Goldmann 1996. ISBN 3-442-43480-7
- 1996 Naked Came the Manatee (Kettenroman mit Dave Barry, Les Standiford, Paul Levine, Edna Buchanan, James W. Hall, Carolina Hospital, Evelyn Mayerson, Tananarive Due, Brian Antoni, Vicki Hendricks, John Dufresne und Carl Hiaasen)
- 1996: Out of Sight
  - Zuckerschnute, dt. von Jörn Ingwersen, München: Goldmann 1998. ISBN 3-442-43819-5
  - auch als Out of Sight, gleiche Übersetzung, München: Goldmann 1998. ISBN 3-442-44295-8
- 1998: Tonto Woman [Erzählungen]
- 1998: Cuba Libre
  - Cuba Libre, dt. Von Christoph Göhler, München: Goldmann 1999. ISBN 3-442-54104-2
- 1999: Be Cool
  - Schnappt Chili, dt. von Hans M. Herzog, München: Goldmann 2000. ISBN 3-442-54108-5
- 2000: Pagan Babies
  - Heidengeld, dt. von Hans M. Herzog, München: Goldmann 2002. ISBN 3-442-45053-5
- 2002: Tishomingo Blues
  - Spring oder stirb, dt. von Thomas Stegers, München: Goldmann 2004. ISBN 3-442-45502-2
- 2002: When the Women Come Out to Dance [Erzählungen]
- 2003: A Coyote's in the House! [Kinderbuch]
- 2004: Mr. Paradise
  - Callgirls, dt. von Jochen Stremmel, München: Goldmann 2007. ISBN 3-442-46296-7
- 2004: The Complete Western Stories [Erzählungen]
- 2005: The Hot Kid
  - Gangsterbraut, dt. von Jochen Stremmel, München: Goldmann 2007. ISBN 3-442-46297-5
- 2006: Comfort to the Enemy [Fortsetzungsroman]
- 2007: Up in Honey's Room
- 2007: Elmore Leonard’s 10 Rules of Writing [Essay],[10]
- 2009: Road Dogs
  - Road Dogs, dt. von Conny Lösch und Kirsten Riesselmann, Frankfurt am Main: Eichborn 2010. ISBN 978-3-8218-6119-7
- 2010: Djibouti
  - Dschibuti, dt. von Conny Lösch, Frankfurt am Main: Eichborn 2011. ISBN 978-3-8218-6142-5
- 2012: Raylan
  - Raylan, dt. von Kirsten Riesselmann, Berlin: Suhrkamp 2013. ISBN 978-3-518-46395-6
- 2015: Charlie Martz and other Stories - The Unpublished Stories [Erzählungen]

### Drehbücher
- 1970: Whisky brutal / auch: Der Whisky Krieg (The Moonshine War)
- 1972: Sinola (Joe Kidd)
- 1974: Das Gesetz bin ich (Mr. Majestyk)
- 1980: High Noon Part II: The Return of Will Kane
- 1984: The Ambassador (verleugnet)
- 1985: Sie nannten ihn Stick (Stick)
- 1986: 52 Pick-Up
- 1987: Desperado (Fernsehfilm)
- 1987: Der Mörder mit dem Rosenkranz (The Rosary Murders)
- 1988: Desperado: Die Rache (Fernsehfilm / The Return of Desperado - Leonard fungiert als `Creator´)
- 1988: Desperado: Ritt in die Hölle (Fernsehfilm / Desperado: Avalanche at Devil's Ridge- Leonard fungiert als `Creator´)
- 1989: Desperado: Krieg der Gesetzlosen (Fernsehfilm / Desperado: The Outlaw Wars - Leonard fungiert als `Creator´)
- 1989: Desperado: Land ohne Gesetz (Fernsehfilm / Desperado: Badlands Justice - Leonard fungiert als `Creator´)
- 1989: Hexenkessel Miami (Cat Chaser)

## Verfilmungen
- 1956: Moment of Vengeance (Short Story, verfilmt als Episode der Fernsehserie Schlitz Playhouse of Stars)
- 1957: Um Kopf und Kragen (The Tall T)
- 1957: Zähl bis drei und bete (3:10 to Yuma)
- 1967: Man nannte ihn Hombre (Hombre)
- 1969: Nancy, ein eiskaltes Play-girl (The Big Bounce)
- 1970: Whisky brutal / auch: Der Whisky Krieg (The Moonshine War)
- 1971: Valdez (Valdez is Coming)
- 1974: Das Gesetz bin ich (Mr. Majestyk)
- 1984: Der Ambassador (The Ambassador)
- 1985: Sie nannten ihn Stick (Stick)
- 1986: 52 Pick-Up
- 1988: Showdown in Atlantic City (Fernsehfilm / Glitz)
- 1989: Ein Mann für Randado (The Law at Randado)
- 1989: Hexenkessel Miami (Cat Chaser)
- 1992: Cut – Mord vor laufender Kamera (Fernsehfilm / Split Images)
- 1995: Schnappt Shorty (Get Shorty)
- 1997: Touch
- 1997: Gold Coast (Fernsehfilm)
- 1997: Jackie Brown (Rum Punch)
- 1997: Letztes Gefecht am Saber River (Last Stand at Saber River)
- 1997: Pronto (Fernsehfilm)
- 1998: Out of Sight
- 1998: Maximum Bob (Fernsehserie mit sieben Episoden)
- 2004: Hawaii Crime Story (The Big Bounce)
- 2005: Be Cool – Jeder ist auf der Suche nach dem nächsten großen Hit (Be Cool)
- 2007: Todeszug nach Yuma (3:10 to Yuma)
- 2007: The Tonto Woman
- 2008: Killshot
- 2010: Freaky Deaky
- 2010–2015: Justified (Fernsehserie)
- 2014: Life of Crime (The Switch)
- 2017–19: Get Shorty (TV-Serie / 3 Staffeln mit insgesamt 27 Episoden)
- 2023: Justified: City Primeval (Miniserie)

## Auszeichnungen
- 1978: Edgar Allan Poe Award der Mystery Writers of America für The Switch (best original paperback novel)
- 1981: Edgar Allan Poe Award für Split Images (best novel)
- 1983: Edgar Allan Poe Award für La Brava (best novel)
- 1985: Schwedischer Krimipreis – International für La Brava
- 1986: Grand prix de littérature policière für City Primeval
- 1992: Hammett Prize der International Association of Crime Writers für Maximum Bob[11]
- 1992: Grand Master Award der Mystery Writers of America für sein Gesamtwerk
- 2006: Cartier Diamond Dagger Lifetime Achievement Award der britischen Crime Writers’ Association (CWA)
- 2006: Louisiana Writer Award
- 2012: Medal for Distinguished Contribution to American Letters für sein Lebenswerk, im Rahmen des National Book Award[12]

## Medien
- Elmore Leonard's Criminal Record. Dokumentation der BBC, Home Vision Entertainment, s. l. 1991 (1 Videokassette, VHS)